# Karl Olbrysch
Karl Olbrysch (* 24. November 1902 in Essen-Katernberg; † 2. Juli 1940 auf dem Atlantik) war ein deutscher Bergmann und Politiker (KPD).

## Leben und Wirken

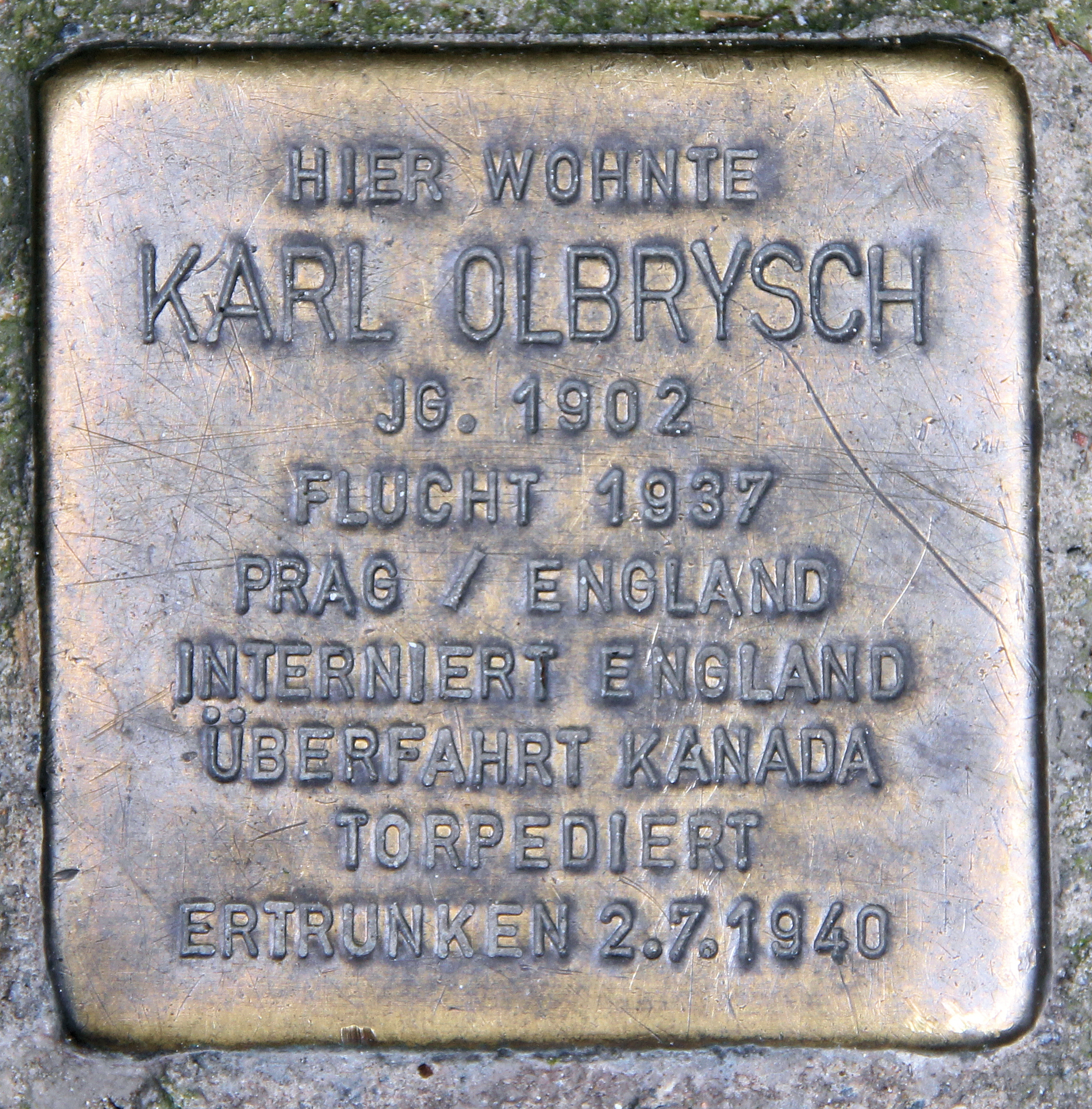
Stolperstein vor dem Haus, Goltzstraße 13, in Berlin-Schöneberg

Karl Olbrysch war ein gelernter Bergmann. Ab 1919 war er politisch organisiert, ab 1920 gehörte er der Gewerkschaft an. 1921 trat er in die Kommunistische Partei Deutschlands (KPD) ein. Für diese war er zunächst einige Jahre lang in Hamburg tätig, wo er in der Jugendorganisation seiner Partei und als Agitprop-Leiter der Bezirksleitung Wasserkante beschäftigt wurde. Später siedelte er nach Berlin über. 1929 wurde Olbrysch für seine Partei Stadtverordneter in Berlin. Zu dieser Zeit unternahm er eine Schulungsreise nach Moskau und hielt sich im Auftrag seiner Partei in Österreich auf. 1931 wurde er für drei Monate in Haft genommen. 1932 zog Olbyrsch als Abgeordneter für die KPD in den Reichstag ein. Außerdem wurde er zu dieser Zeit Organisationsleiter im KPD-Bezirk Berlin-Brandenburg und Mitarbeiter im Apparat des Zentralkomitees.
Nach dem Reichstagsbrand im Februar 1933 wurde Olbrysch verhaftet und zu einer dreijährigen Zuchthausstrafe verurteilt. Nach einer Quelle verbrachte er nach seiner Haft noch ein Jahr in einem Konzentrationslager. Eine andere Quelle gibt an, dass ihm das Konzentrationslager erspart geblieben sei, da er sich „für die Gestapo verpflichtet“ habe. Zusammen mit anderen verhafteten KPD-Mitgliedern wie Werner Kraus und August Laß war Olbrysch mitverantwortlich für „regionale Massenverhaftungen in Ostpreußen, Pommern, Berlin und Brandenburg“. Nach seiner Freilassung emigrierte er nach Prag – laut letzterer Quelle galt er bei der Gestapo nun als „rückfällig“.
In Prag meldete er seiner Partei die (angeblichen) Umstände seiner Freilassung und wurde 1938 aus der KPD ausgeschlossen. Danach ging er nach Großbritannien. 1940 wurde Olbrysch zusammen mit seiner Freundin als Staatsbürger einer feindlichen Nation von den Briten interniert. Im gleichen Jahr sollten die beiden, wie tausende andere deutscher Staatsbürger in Großbritannien, zwecks leichterer Verwahrung nach Kanada verbracht werden. Bei der Überführung der Internierten wurde das Schiff – die Arandora Star – vom deutschen U-Boot U 47 versenkt, wobei Olbrysch und seine Lebensgefährtin ertranken.
In Berlin-Schöneberg wurde von Gunter Demnig ein Stolperstein für Karl Olbrysch verlegt.